# Audrey Brown
Pour les articles homonymes, voir Brown.
Audrey Kathleen Kilner Brown (née le 24 mai 1913 en Inde britannique et morte le 11 juin 2005 à Manchester) est une athlète britannique spécialiste du sprint. Elle était licenciée au Birchfield Harriers. Elle est la sœur de l'athlète Godfrey Brown.

## Biographie

### Palmarès
| Date | Compétition           | Lieu   | Résultat | Performance |
| ---- | --------------------- | ------ | -------- | ----------- |
| 1936 | Jeux olympiques d'été | Berlin | 2e       | 47 s 6      |

### Records
| Épreuve    | Performance | Lieu | Date |
| ---------- | ----------- | ---- | ---- |
| 100 mètres | 12 s 3      |      | 1938 |